# La Joya, Ixtacamaxtitlán
La Joya är en ort i Mexiko.   Den ligger i kommunen Ixtacamaxtitlán och delstaten Puebla, i den sydöstra delen av landet, 120 km öster om huvudstaden Mexico City. La Joya ligger 2 890 meter över havet och antalet invånare är 307.
Terrängen runt La Joya är lite bergig. Runt La Joya är det ganska tätbefolkat, med 56 invånare per kvadratkilometer. Närmaste större samhälle är Chignahuapan, 14,8 km norr om La Joya. I omgivningarna runt La Joya växer huvudsakligen savannskog.